# Svart stork
Svart stork (Ciconia nigra) är en fågel i familjen storkar med spridd men lokal utbredning i Europa, Asien och södra Afrika. Den är mer skogslevande och tillbakadragen än sin nära släkting vit stork. Arten förekommer huvudsakligen från östra Europa österut till Kina, men även lokalt på Iberiska halvön, i södra Afrika och på spridda lokaler i bland annat Frankrike och Belgien. Fram till mitten på 1900-talet häckade arten även i Sverige, men är numera nationellt utdöd.

## Utseende och läte
Svart stork är en medelstor mörk stork. Med en längd på 90–105 centimeter och ett vingspann på 175–202 centimeter är den något mindre än vit stork som den annars liknar i form och rörelser. Den har svart huvud, hals, bröst rygg och vingovansida. Vingundersidan är också svart men den har en vit triangel i armhålan och även buken är vit.
Den adulta fågeln har röda ben, röd näbb och de svarta partierna är metallglänsande. På grund av det senare kan ovansidan av vingen på den flygande fågeln i starkt solljus upplevas som ljus, och kan därför på håll vara svår att särskilja från vit stork. I juvenil dräkt har den istället grågröna ben och näbb, och mattare grönsvart fjäderdräkt.
Till skillnad från vit stork klapprar den sällan med näbben. Däremot hörs filande ramsor vid boet och den lär ha ett ormvråkslikt jamande.

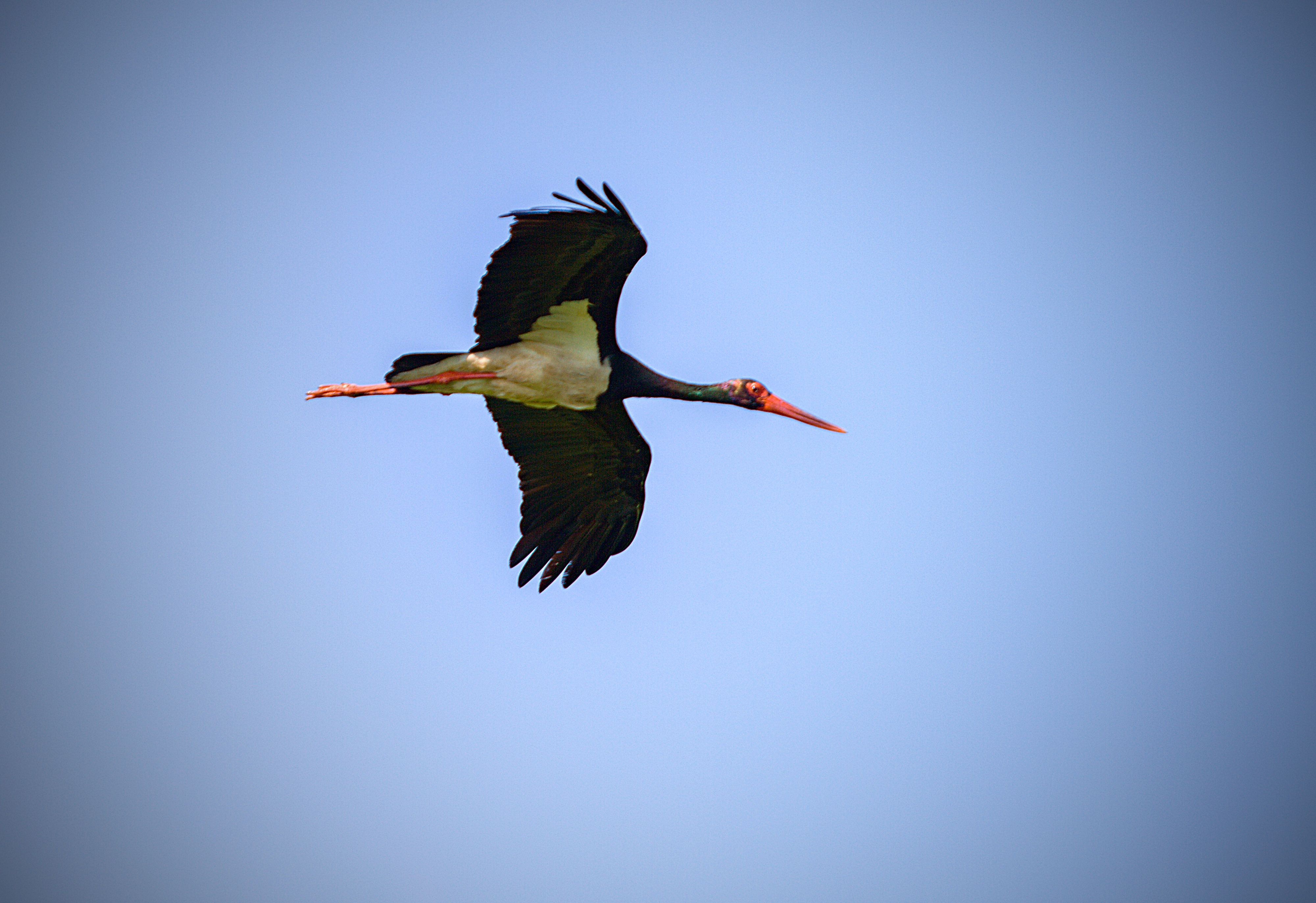
Skiljs från vit stork på att endast ha en vit triangel närmast den vita buken, på i övrigt svart vingundersida.
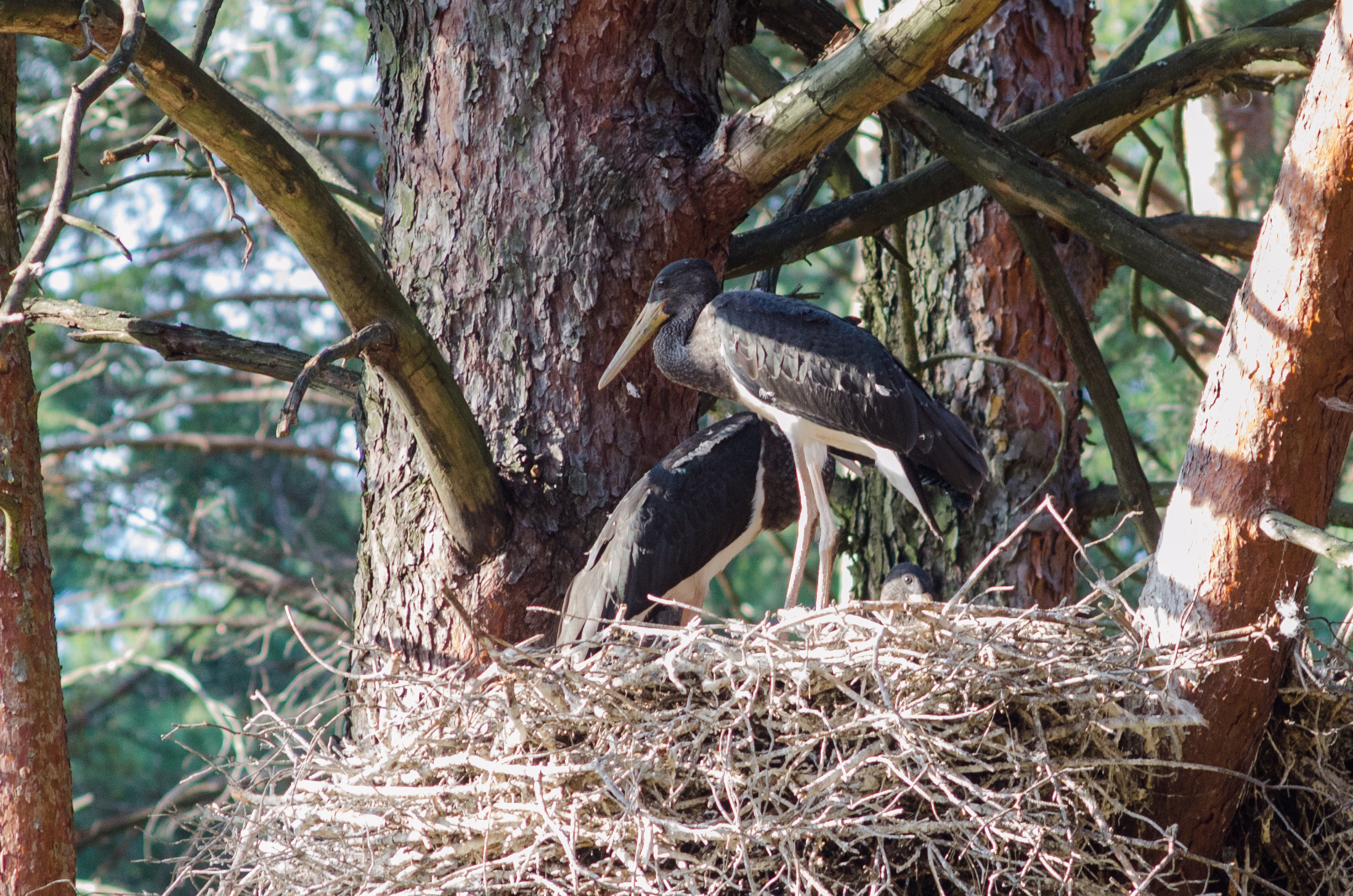
I juvenil dräkt har de gröngrå näbb och ben.

## Utbredning och systematik

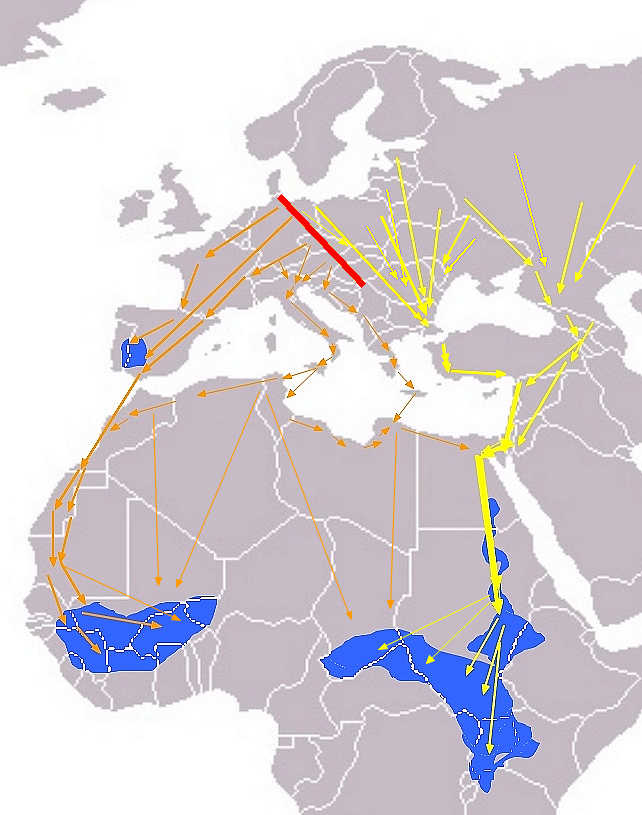
Europeiska flyttningsvägar. Rött streck = flyttningsgräns; brandgula pilar = västliga flyttstråk; gula pilar = östliga flyttstråk; blått = vinterkvarter.

Fågeln förekommer huvudsakligen i östra Europa och Asien, med västgräns genom centrala Tyskland, östra Österrike och Kroatien till norra Grekland. I Baltikum häckar den upp till Finska viken, sedan österut i stort sett utmed 60°N bredd till östra Kina. Några isolerade populationer finns i sydvästra Spanien och Portugal samt i södra Afrika. På senare tid har den även etablerat sig lokalt i Frankrike och Belgien. 
Merparten av världspopulationen är flyttfåglar som övervintrar i subtropiska och tropiska områden i Afrika, Indien och Sydostasien. Populationerna i Spanien och södra Afrika är stannfåglar. Trots dessa stannfågelpopulationer räknas arten som monotypisk och delas inte upp i underarter.

### Förekomst i Sverige
Fram till mitten av 1800-talet häckade den sparsamt i södra och mellersta Sverige när populationen minskade drastiskt. I början av 1900-talet häckade den regelbundet endast i Småland där den sista häckningen observerades 1933. De senaste bekräftade häckningarna är från Uppland 1940–1941 och Närke 1952–1953. Under slutet av 1990-talet, fram till 2002 verkade den etablera sig igen, med en trolig häckning i Skåne 1992, flygga ungar observerades i Västergötland och Närke 2000. Stationära par rapporterades från Öland rapporterades från ytterligare en plats i Västergötland samt Öland. Efter 2003 finns inga indikationer på etablerade par. Den ses numera sällsynt men årligen i landet i varierande antal.

### Återetablering
Under 2020-talet har diskuterats försök att återetablera svart stork i Sverige. Ekopark Hornsö i Kalmar län anses ha speciellt goda förutsättningar för att återintroducera arten.

## Ekologi

### Häckning

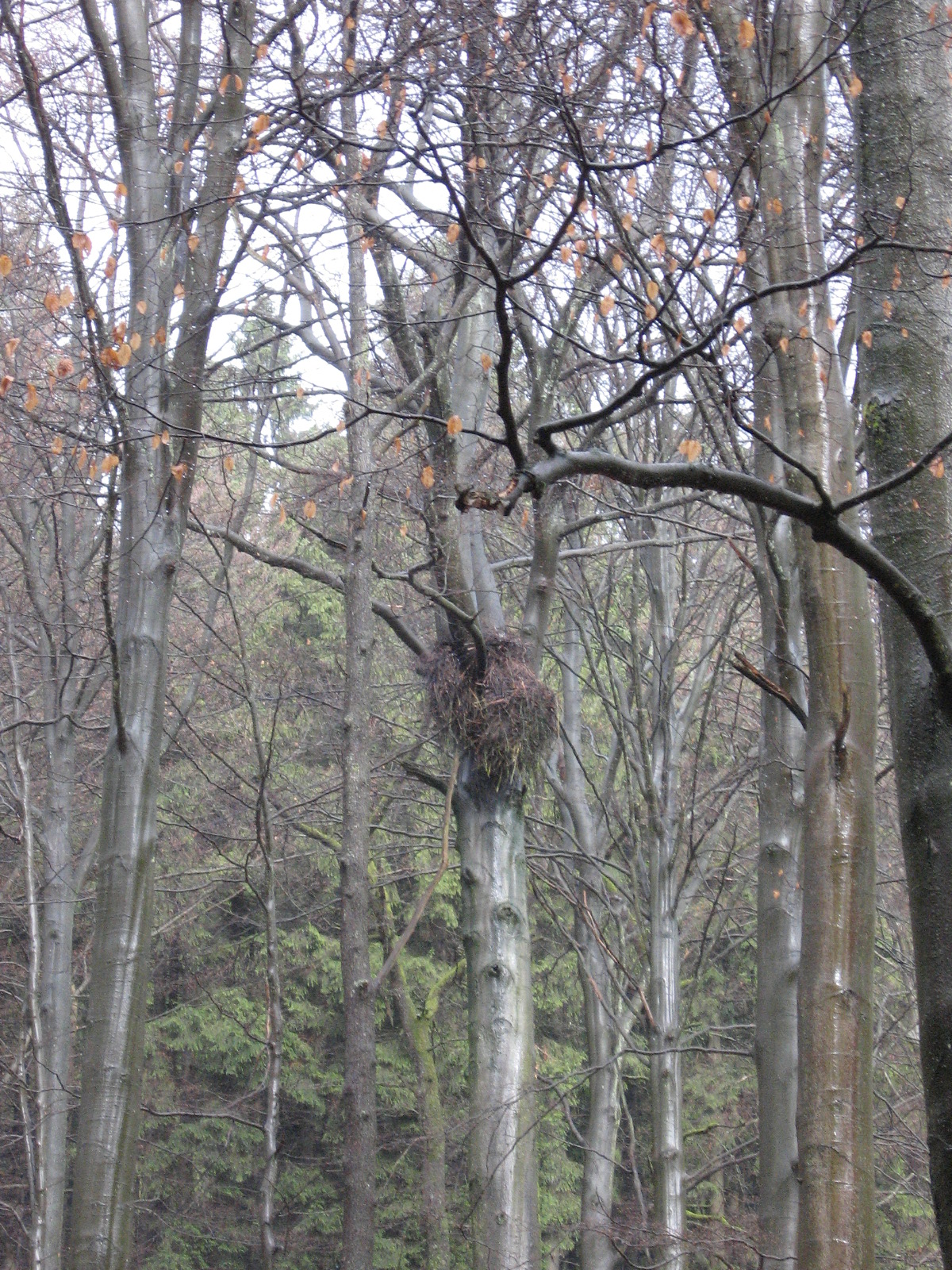
Bo i tyska Sauerland, relativt diskret placerat i en bok.

Svart stork är mer skogsbunden än vit stork. I Europa häckar den helst i gammal blandskog med kärr, myrar och åar där den för ett undansymt liv och undgår ofta upptäckt trots sin storlek och sitt karakteristiska utseende. Det stora 1,5 meter breda kvistboet placeras högt i en trädkrona. Boet återanvänds år efter år. I Sydkorea finns ett bo som kan ha använts av arten i över 400 år. I framför allt Afrika men också på Iberiska halvön häckar den framför allt på klippavsatser i floddalar, ofta i närheten av gåsgam eller kapgam. Den lägger i snitt tre till fyra ägg som ruvas i 32–39 dagar. Ungarna är flygga efter 63–71 dagar.

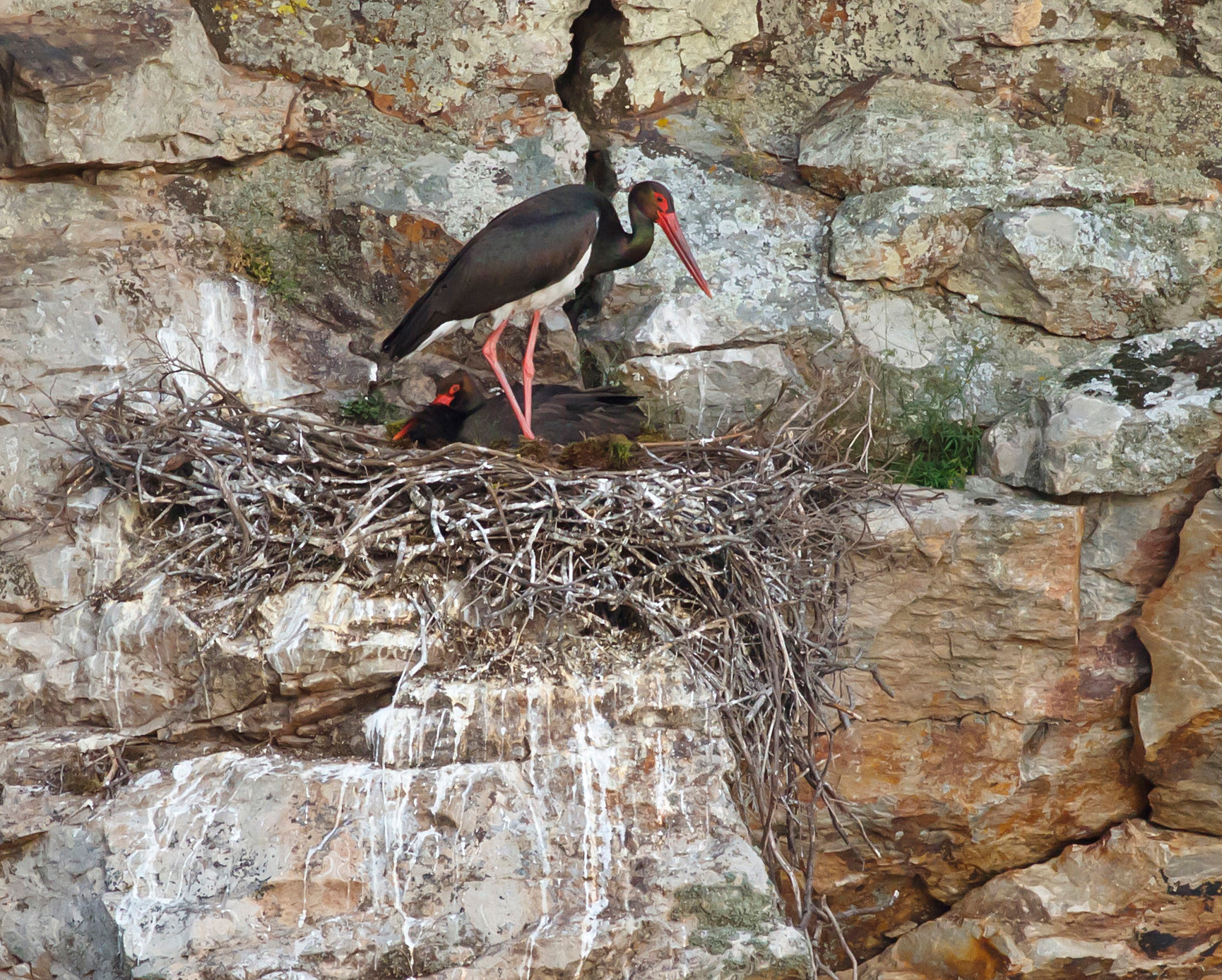
I delar av utbredningsområdet häckar den på klipphyllor.

Efter häckningen flyttar de östeuropeiska och asiatiska populationerna – i Europa en månad tidigare än vit stork. I Europa  återvänder den till häckningsplatsen i maj.

### Föda
Svart stork lever huvudsakligen av fisk som nissöga och gädda, men tar även groddjur, insekter, sniglar, kräftdjur samt små reptiler, däggdjur och fåglar. Födan hämtas framför allt i bäckar, större diken, vid åar, kärr och grunda sjöstränder, i eller i närheten av skogsmark. Den födosöker genom att spana stillastående efter bytet på grunt vatten för att blixtsnabbt fånga det med näbben. I Portugal har den också rapporterats använda skuggning som fiskteknik, på samma sätt som svarthägern.

## Svart stork och människan

### Status och hot

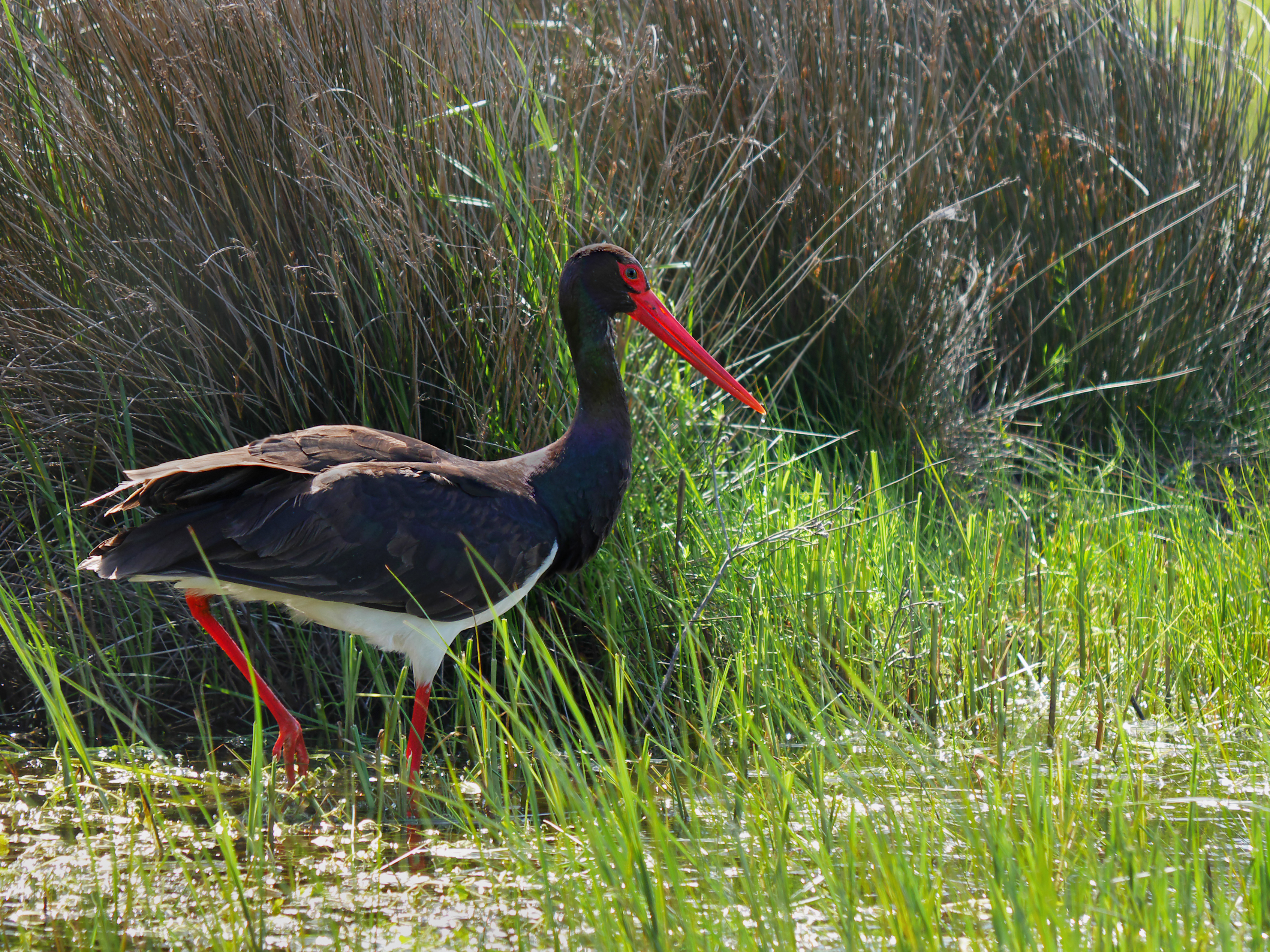
Födosökande svart stork på den grekiska ön Lesbos.

Svart stork har ett stort utbredningsområde i världen med en uppskattad global population på mellan 24 000 och 44 000 individer. Beståndets utveckling är oklar, men tros åtminstone inte minska tillräckligt kraftigt för att den ska kunna anses vara hotad. IUCN kategoriserar därför arten som livskraftig.
Den svarta storkens häckningsbiotoper påverkas negativt av det moderna skogsbruket, när dess boträd avverkas och födosökningsområden som kärr och mossar dikas ut. Det utökade nätverket av skogsbilvägar ökar också risken för störningar. Både i övervintringsområdena och under flyttningen utsätts den även för jakt. Liksom vit stork dör en hel del individer genom kollisioner med högspänningsledningar.

#### Status i Europa
Artens tillbakagång i Europa skedde parallellt med effektiviseringen av skogs- och jordbruk som tog fart i mitten av 1800-talet. På många platser i Europa där den tidigare var vanlig är den idag försvunnen eller ovanlig som häckfågel. Beståndet  uppskattas idag till mellan 9 800 och 13 900 par, med tätaste populationer i ett område från norra Tyskland och Baltikum genom Polen till Vitryssland och norra Ukraina. I ett område från Estland till Polen uppskattar man att det finns omkring 3 000 par och att populationen växer. I Sverige kategoriseras arten som nationellt utdöd.

### Namn
Länge kallades svart stork i Sverige för odensvala eller odinsvala, medan stork reserverades för vit stork.